# هرمان رکندورف
هرمان رکندورف (به انگلیسی: Hermann Reckendorf) (زاده ۱۸۲۵، تربیش و درگذشت در ۱۸۷۵) خاورشناس و استاد آلمانی دانشگاه هیدلبرگ بود اولین کسی که ترجمه قرآن به زبان عبری را به طور کامل در سال ۱۸۵۷ نوشت، که از قدیمی‌ترین ترجمه‌های قرآن در جهان است که در آن از تحقیقات شرق‌شناسان غربی در حوزه قرآن استفاده کرده است اما تأثیر منفی بر ترجمه وی نداشت. پسر وی هرمان سلیمان رکندورف (به انگلیسی: Hermann Solomon Reckendorf) (زاده ۵ فوریه ۱۸۶۳، هیدلبرگ؛ درگذشت ۱۰ مارس ۱۹۲۴، فریبورگ) نیز خاورشناس، عربی‌دان و منتقد ادبی و استاد دانشگاه هیدلبرگ و آلبرت-لودویگز در دانشگاه فرایبورگ بود. آنها از اصالت یهودی اشکنازی بودند.
سلیمان رکندورف زبان‌های سامی را نزد تئودور نولدکه و در مدرسه دینی (حوزه علمیه) یهودی خاخامی ارتدکس فرا گرفت اما بعداً ارتدکس را ترک کرد. او در سال ۱۸۸۶ دکترایش را در دانشگاه لایپزیگ گرفت و در سال ۱۸۸۸ استاد دانشگاه فریبورگ شد، متخصص در دستور زبان عربی. کتاب Die syntaktischen Verhaeltnisse des Arabischen نوشته ۱۸۹۵ تا ۱۸۹۸ بر روی مشکلات دستور زبان عربی متمرکز بود و کتاب Arabische Syntax (1921) از وی به خاطر مجموعه جامعی که از موضوعات مهم دستور زبان عربی فراهم کرده مهم است و این دو از کارهای برجسته وی شمرده می‌شوند. وی در کتاب Ueber Paronomasie in den semitischen Sprachen (1909) گستره وسیعتری را دربارهٔ پدیده دستور زبان خوش‌تعریف در بیشتر زبان‌های سامی را پوشش داد.

## آثار
- Ueber den Werth der altäthiopischen Pentateuchübersetzung für die Reconstruction der Septuaginta, Dissertation, In: Zeitschrift für die alttestamentliche Wissenschaft, Band 7, 1887, Heft 1, S. 61–90
- Der aramäische Theil des palmyrenischen Zoll- und Steuertarifs, Habilitationsschrift, In: نشریه انجمن شرق‌شناسی آلمان Bd. 42, 1888, S. 370-415
- Zur Karakteristik der semitischen Sprachen, Leiden, 1896
- Die syntaktischen Verhältnisse des Arabischen, Leiden, 1898
- Mohammed und die Seinen, Leipzig, 1907
- Über Paronomasie in den semitischen Sprachen, Gießen, 1909
- Arabische Syntax, Heidelberg, 1921; 2. Aufl. Heidelberg 1977